# پوبدا (استان دوبریچ)
پوبدا (به بلغاری: Pobeda) یک منطقهٔ مسکونی در بلغارستان است که در شهرستان دوبریچکا واقع شده‌است.